# Mangaaleng
Mangaaleng is een bestuurslaag in het regentschap Flores Timur van de provincie Oost-Nusa Tenggara, Indonesië. Mangaaleng telt 876 inwoners (volkstelling 2010).